# Lorenz Lechler

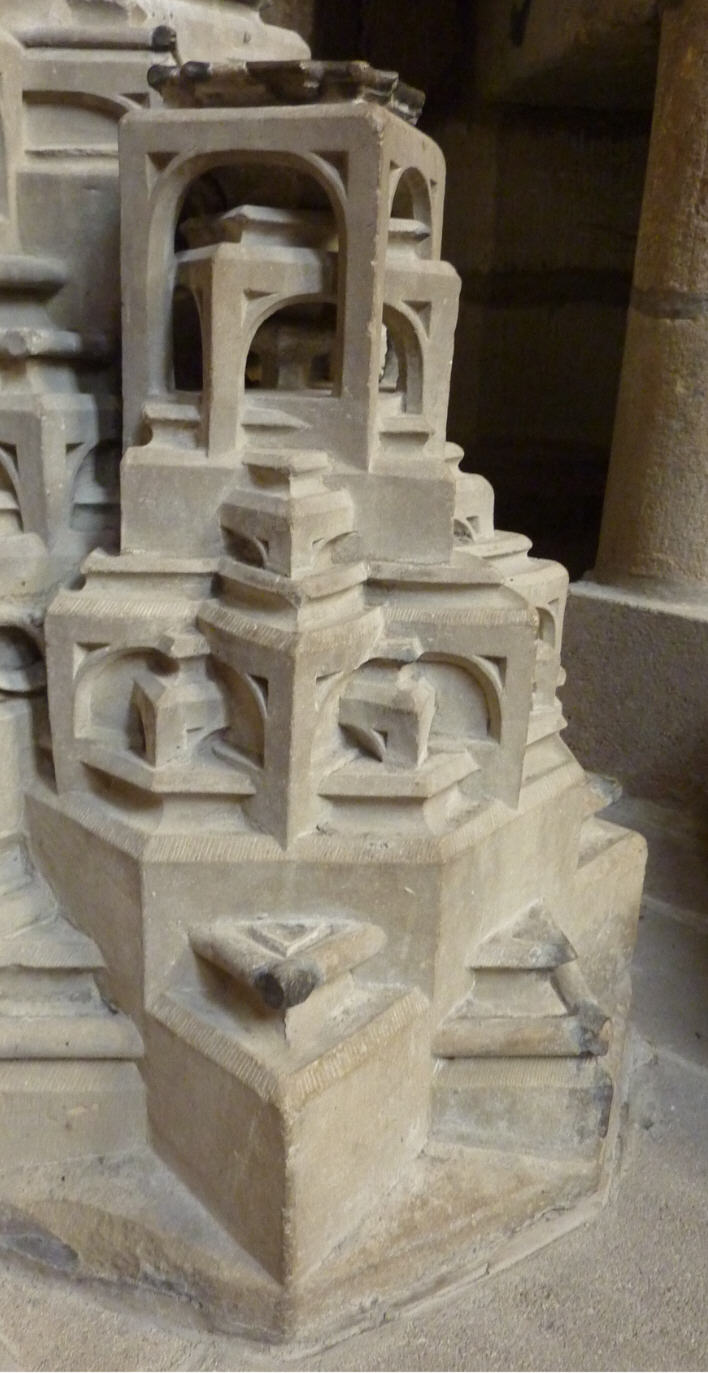
Detail des Esslinger Sakramentshauses

Lorenz Lechler (auch Lacher und Lechner, * um 1460 in Heidelberg (?); † vor 1538 (?) in Heidelberg (?)) war ein deutscher Baumeister, kurpfälzischer Hofbaumeister und Verfasser eines Werkmeisterbuchs.

## Leben
Über Lechlers Leben ist nicht sehr viel bekannt. Er wurde um 1460 geboren und ist zunächst vor 1496 in Esslingen bezeugt. Dort arbeitete er an der Stadtkirche St. Dionys, wo er den Lettner und das Sakramentshaus schuf. Lechler plante nach Mailand zum Bau des dortigen Doms zu gehen, denn der Rat der Stadt Esslingen stellte ihm dafür 1496 ein Empfehlungsschreiben aus. Er scheint aber nicht in Mailand gearbeitet zu haben.
1503 wurde als „der Pfalz Baumeister vnd Pixenmeister“ auf Lebenszeit nach Heidelberg berufen, wo er unter den Kurfürsten Philipp und Ludwig V als Hofkünstler arbeitete. 1516 schrieb er für seinen Sohn Moritz eine „Unterweisung“, eines der wenigen erhaltenen Werkmeisterbücher. Danach liegen keine weiteren expliziten Zeugnisse über das Leben von Lorenz Lechler vor. Er starb wahrscheinlich vor 1538, als sein Sohn Moritz zum kurpfälzischen Oberbaumeister ernannt wurde. Ein weiterer Sohn Lorenz war Glocken- und Geschützgießer in Heidelberg und schuf ein nicht erhaltenes Bronze-Grabmal für Ludwig V.

## Werke
- Lettner und das Sakramentshaus in der Stadtkirche St. Dionys in Esslingen
- Ölberg-Kapelle im Speyerer Domkreuzgang
- vermutlich Frauenzimmerbau, Ludwigsbau und sog. Bibliotheksbau auf dem Heidelberger Schloss, vielleicht auch dort die Befestigungsanlagen Anfang des 16. Jhs.